# Huiningfu
Huiningfu bzw. mit vollständigem chinesischen Namen Jin Shangjing Huining Fu yizhi (金上京会宁府遗址,  Jīn Shǎngjīng Huìníng Fǔ yízhǐ, englisch Site of Huiningfu, the Upper Capital of the Jin Dynasty – „die Stätte von Huiningfu, der ersten Hauptstadt der Jin-Dynastie (1115–1234)“) liegt im Stadtbezirk Acheng der Unterprovinzstadt Harbin in der chinesischen Provinz Heilongjiang. Es war die erste Hauptstadt der von den Jurchen begründeten Jin-Dynastie. 
Von 1115 bis 1153 war sie unter den Jin-Kaisern Taizu, Taizong, Xizong und Hailing 38 Jahre lang die Hauptstadt.
Die Stätte von Jin Shangjing Huiningfu (金上京會寧府遺址 / 金上京会宁府遗址,  Jīn Shàngjīng Huìníng fǔ yízhǐ) steht seit 1982 auf der Liste der Denkmäler der Volksrepublik China (2-54).